# 코차밤바주

코차밤바 주의 위치

코차밤바주(스페인어: Departamento de Cochabamba)는 볼리비아 중부에 위치한 주로 주도는 코차밤바이며 면적은 55,631km2, 인구는 1,649,044명(2005년 기준)이다.
북쪽으로는 베니 주, 남쪽으로는 포토시 주와 추키사카 주, 동쪽으로는 산타크루스 주, 서쪽으로는 라파스 주, 오루로 주와 접한다. 16개 현을 관할한다.

주기